# Synewyr (wieś)
Synewyr (ukr. Синевир, słow. Sinovír, Sinijvir, węg. Alsószinevér) – wieś na Ukrainie, w obwodzie zakarpackim, w rejonie miżhirskim. W 2015 roku miejscowość liczyła 4623 mieszkańców.

## Historia
Pierwsza pisemna wzmianka o wsi Synewyr pochodzi z końca XVI wieku.

## Muzeum
W czerwcu 2010 roku nad brzegiem jeziora Synewyr powstało Muzeum Lasu i Spławu. W muzeum tym można zapoznać się z rodzajami węzłów, konstrukcjami i urządzeniami całego procesu technologicznego zbioru, sortowania, przechowywania i transportu drewna na tratwach, a także obejrzeć las, który został zniszczony przez powódź z 1998 roku. Miejsce to ma duże znaczenie dla turystyki i rekreacji.

## Osoby związanie z miejscowością
- Serhij Cimbot (1985–2015) – żołnierz Sił Zbrojnych Ukrainy